# نورت سی (نیویورک)
نورت سی (به انگلیسی: North Sea) یک منطقهٔ مسکونی در ایالات متحده آمریکا است که در شهرستان سافک، نیویورک واقع شده‌است. نورت سی ۳۱٫۳ کیلومتر مربع مساحت و ۴٬۴۵۸ نفر جمعیت دارد و ۵ متر بالاتر از سطح دریا واقع شده‌است.